# Lucas Luis Dónnelly
Lucas Luis Dónnelly (General Cabrera, Argentina, 29 de julho de 1921, 31 de agosto de 2012) foi um prelado argentino da Igreja Católica e bispo da Prelazia Territorial de Deán Funes.

## Vida
Lucas foi ordenado sacerdote em 21 de dezembro de 1946 pelo arcebispo Giuseppe Fietta.
Em 30 de dezembro de 1980, foi nomeado bispo da Prelazia de Deán Funes, função que ocupou até se aposentar em 18 de janeiro de 2000.
Recebeu sua consagração episcopal do Papa João Paulo II, em 6 de janeiro de 1981.
Ele morreu em 31 de agosto de 2012, aos 91 anos.

## Ordenações episcopais
Dom Lucas Luis Dónnelly foi co-consagrante das ordenações episcopais de:
1. Omar Félix Colomé †, nomeado bispo de Cruz del Eje, em 28 de outubro de 1984.
2. Aurelio José Kühn Hergenreder, O.F.M., nomeado bispo da Prelazia Territorial de Deán Funes, em 25 de março de 2000.